# Philipp Ludwig Dreyßigmark
Philipp Ludwig Dreyßigmark, auch Philipp Ludwig Dreissigmark (* 14. April 1676 in Volkmarode; † 16. August 1750 in Wolfenbüttel) war ein deutscher evangelischer Geistlicher.

## Leben
Philipp Ludwig Dreyßigmark war der Sohn des Predigers Johann Friedrich Dreyßigmark (* 27. März 1638 in Zittau; † 10. Januar 1708 in Volkmarode) und dessen Ehefrau Sabina Dorothea (geb. Stertewein) (* 1635; † 1. März 1701 in Volkmarode). Seine Geschwister waren:
- Anna Ursula Dreyßigmark (* 1664; † 17. März 1682 in Volkmarode);
- Johann Theodor Dreyßigmark (* 1. Juni 1666 in Fallersleben; † 24. Oktober 1737 in Schöppenstedt), von 1715 bis 1737 Superintendent in Schöppenstedt, verheiratet mit Sabine Sophia (geb. Deichmann) († 29. September 1739 in Schöppenstedt);
- Justus Wilhelm Dreyßigmark (* 1. November 1672 in Volkmarode; † unbekannt), studierte gemeinsam mit seinem Bruder Philipp Ludwig an der Universität Helmstedt.

Zwei seiner Geschwister verstarben noch im Kindesalter.
Nach dem ersten väterlichen Unterricht besuchte er das Martinsgymnasium in Braunschweig, das seinerzeit vom Rektor Johann Albert Gebhardi (1663–1710) geführt wurde.
Im Alter von 17 Jahren immatrikulierte er sich, gemeinsam mit seinem Bruder Justus Wilhelm von 1693 bis 1697 für ein Theologiestudium an der Universität Helmstedt.
Nach Beendigung seines Studiums kam er in das Kollegium des Klosters Riddagshausen; dort wurde Herzog Anton Ulrich von Braunschweig-Wolfenbüttel auf ihn aufmerksam und bestellte ihm am 8. Dezember 1705 zum Hofdiakon in Wolfenbüttel; am 29. Dezember 1705 wurde er durch den Abt des Klosters, Christian Specht, in seinem Amt eingeführt.
Herzog August Wilhelm von Braunschweig-Wolfenbüttel wollte ihn bereits bei seinem Regierungsantritt 1714 zum Wirklichen Hofprediger ernennen, allerdings lehnte Dreyßigmark dieses Amt aus Bescheidenheit ab, dennoch erfolgte am 7. Juli 1717 seine Bestellung. 1723 ernannte ihn dann der Herzog auch zum Konsistorial- und Kirchenrat und wurde hierzu durch den Kanzler Urban Dietrich von Lüdecke in seinem Amt eingeführt; 1725 bekam er dann das Kommissariat des Waisenhauses Braunschweig übertragen.
Nachdem der Oberhofprediger Gottlieb Treuer 1729 verstorben war, erklärte der Herzog Dreyßigmark zum Beichtvater und Abt von Riddagshausen. 1730 wurde er von den Landständen zum Mitglied des Curia Prälatorum gewählt und durch seinen Landesherrn in seiner Wahl bestätigt; 1735 ernannte ihn Herzog Ferdinand Albrecht II. von Braunschweig-Wolfenbüttel zum Oberhofprediger.
Philipp Ludwig Dreyßigmark war seit dem 29. Oktober 1709 in Lüneburg mit der Tochter des Superintendenten Heinrich Wilhelm Scharff (1653–1703) aus Lühne in erster Ehe und in zweiter Ehe mit der Tochter des Predigers der Johanniskirche in Magdeburg, Magister Samuel Lauen sowie seit dem 15. November 1729 in Schöningen in dritter Ehe mit der Tochter des Pastors der Martinikirche in Braunschweig, Georg Hilmar Lichtenstein, verheiratet.
Nur aus der ersten Ehe hatte er Kinder, von diesen sind namentlich bekannt:
- Friedrich Wilhelm Dreyßigmark (* 27. Mai 1713 in Wolfenbüttel; † 5. November 1771 in Braunschweig), Prediger an der Michaeliskirche in Braunschweig, verheiratet mit Anna Rosina Dorothea (geb. Hantelmann) (* 29. September 1719 in Braunschweig; † 8. April 1801 ebenda);
- Philippina Louisa Dreyßigmark (* 27. November 1710 in Wolfenbüttel; † 24. September 1747), verheiratet mit Johann Julius Christoph Hantelmann.

Drei seiner Kinder verstarben noch im Kindesalter.
Sein Grab befindet sich im Kloster Riddagshausen.

## Ehrungen und Auszeichnungen
Die Universität Wittenberg bot ihm einmal und die Universität Helmstedt zweimal die Ehre der Ernennung zum Dr. theol. an, allerdings lehnte er diese Ehrungen ab.

## Schriften (Auswahl)
- Johann Henniges; Philipp Ludwig Dreyßigmark; Paul Dietrich Schnorr: Epistola De Pietate Serenissimorum Ac Potentissimorum Ducum Brunsvico-Guelphicorum In Instaurandis Et Conservandis Coenobiis Qua Simul Domino Philippo Ludovico Dreißigmarck Sereniss. Duci Brunsvico-Luneburgico A Sacris Sermonibus Auliciis Et Consiliis Ecclesiasticis Venerabile Abbatis Riddagshusii Munus D. XXI. Aprilis A. MDCCXXX. Fausta Solennitate Ipsi Collatum Gratulatur Jo. Henninges SS. Theol. D. Minist. Helmst. Sen. Helmstedt 1730.
- Als die Fürstliche Leiche Des weyland Durchlauchtigsten Fürsten und Herrn/ Herrn August Wilhelm, Regierenden Herzogs zu Braunschweig und Lüneburg/ [et]c. Welcher Den 23. Mart. in Jahr 1731. am stillen Freytag Morgens um 6. Uhr Seinen so frommen als Fürstlichen Geist aufgegeben Von dem Schlosse nach der Haupt-Kirche/ Zu der Dem Hoch-Fürstl. Erb-Begräbniß gewitmeten Grufft/ Abends um 9. Uhr abgeführet wurde/ Hat vorhero Den Weg des Lebens zum Grabe der Väter Aus Philipp. III. v. 13.14. Bey solenner Trauer-Versam[m]lung In Herzoglicher Schloß-Kirche gezeiget Und Diese Abführungs-Predigt Von Wort zu Wort/ wie sie gehalten/ Auf gnädigsten Befehl zum Druck übergeben Philipp Ludowig Dreissigmark, Erster Hof-Prediger/ Consistorial- und Kirchen-Rath/ wie auch der Abt des Closters Riddagshausen. Wolfenbüttel Bartsch 1731.
- Franz Ernst Brückmann; Philipp Ludwig Dreyßigmark: Franc. Ernesti Brvckmanni, Phil. Et Med. Doct. &c. Epistola Itineraria LXVII. De Pane Febrifvgo St. Nicolai : Ad Dominvm Philip. Lvdovic. Dreissigmarck, A Concionibvs Et Confessionibvs Serenissimo Dvci Brvnsv. Et Lvneb. Regenti; Cvm Fig. Æneis. Wolfenbüttel 1738.
- Rudolph Heinrich Georg Rüdemann; Johann Christoph Meisner; Philipp Ludwig Dreyßigmark; Johann Friedrich Wilhelm Jerusalem: Die Götlichkeit der christlichen Religion aus den Wundern Jesu und der Apostel über Marc. VII, 31-37. Wolfenbüttel 1747.